# 소피아 아세파
소피아 아세파 아베베(암하라어: ሶፍአ አሠፋ አበበ, 1987년 11월 14일 ~ )는 에티오피아의 육상 선수로 주 종목은 3000m 장애물이다.

## 최고 기록
소피아 아세파의 개인 최고기록은 3000m 장애물 9분 09.48초로 2012년 하계 올림픽 때 세웠다.